# Laguna Hills
Laguna Hills, fundada en 1991, es una ciudad ubicada en el condado de Orange en el estado estadounidense de California. En el año 2000 tenía una población de 31.178 habitantes y una densidad poblacional de 1.895,7 personas por km².

## Geografía
Laguna Hills se encuentra ubicada en las coordenadas 33°35′59″N 117°41′58″O / 33.599590, -117.699569. Según la Oficina del Censo, la ciudad tiene un área total de 16,5 km² (6,4 mi²), de la cual 16,4 km² (6,3 mi²) es tierra y 0,1 km² (0 mi²) (0.47%) es agua.

### Localidades adyacentes
El siguiente diagrama muestra a las localidades en un radio de 8 kilómetros (5 mi) de Laguna Hills.

## Demografía
Según la Oficina del Censo en 2007 los ingresos medios por hogar en la localidad eran de $89,781, y los ingresos medios por familia eran $102,191. Los hombres tenían unos ingresos medios de $59,144 frente a los $38,761 para las mujeres. La renta per cápita para la localidad era de $36,133. Alrededor del 5.0% de la población estaban por debajo del umbral de pobreza.